# 天竺堂 (新潟市)
天竺堂（てんじくどう）は、新潟県新潟市西蒲区の大字。郵便番号は959-0434。

## 概要
1889年（明治22年）から現在の大字。西川下流右岸に位置する。もとは戦国時代から1889年（明治22年）まであった天竺堂村の区域の一部。

### 隣接する町字
北から東回り順に、以下の町字と隣接する。
- 槇島
- 矢島
- 押付
- 矢島
- 巻甲
- 真田

## 歴史
開発年代は不明。1577年（天正5年）の記録に村名が残る。

### 年表
- 1889年（明治22年）4月1日 : 合併により鎧郷村の大字となり、村役場所在地となる。
- 1901年（明治34年）11月1日 : 新設合併により鎧郷村の大字となる。
- 1955年（昭和30年）3月31日 : 合併により西川町の大字となる。
- 1961年（昭和36年）6月10日 : 新設合併により西川町の大字となる。
- 2005年（平成17年）3月21日 : 合併により新潟市の大字となる。
- 2007年（平成19年）4月1日 : 新潟市の政令指定都市移行により、西蒲区の大字となる。

## 世帯数と人口
2018年（平成30年）1月31日現在の世帯数と人口は以下の通りである。
| 大字   | 世帯数 | 人口  |
| ------ | ------ | ----- |
| 天竺堂 | 43世帯 | 157人 |

## 小・中学校の学区
市立小・中学校に通う場合、学区は以下の通りとなる。
| 番地 | 小学校             | 中学校             |
| ---- | ------------------ | ------------------ |
| 全域 | 新潟市立鎧郷小学校 | 新潟市立西川中学校 |

## 主な企業・施設
- 新潟市立鎧郷小学校

## 交通

### 道路
- 国道116号
- 新潟県道374号五千石巻新潟線